# Let It Be (bài hát)
"Let It Be" là ca khúc của The Beatles, được phát hành dưới dạng đĩa đơn vào tháng 3 năm 1970 rồi sau đó được chỉnh sửa lại và được cho vào album cùng tên phát hành vào tháng 5 cùng năm. Ca khúc được viết bởi Paul McCartney, song vẫn được ghi cho Lennon-McCartney. Đây là đĩa đơn cuối cùng của The Beatles trước khi McCartney tuyên bố rời khỏi ban nhạc (khi đó, Lennon đã chia tay ban nhạc từ lâu). Cả album Let It Be lẫn đĩa đơn "The Long and Winding Road" đều được phát hành sau sự ra đi của McCartney và sau những tuyên bố chính thức về việc giải tán ban nhạc.
"Let It Be" giữ vị trí số 1 bởi "The Fans' Top 10" trong cuốn sách tuyển tập The 100 Best Beatles Songs: An Informed Fan's Guide của Stephen J. Spignesi và Michael Lewis. Đây cũng là ca khúc đứng thứ 8 trong danh sách "100 ca khúc hay nhất của The Beatles" bởi tạp chí Rolling Stone.
Năm 1987, ca khúc này được thu lại cho chiến dịch từ thiện Ferry Aid (mà McCartney cũng tham gia). Bản thu này cũng giành được vị trí số 1 tại UK Singles Chart và tại nhiều bảng xếp hạng khác ở châu Âu.

## Sáng tác và thu âm